# Bibliographie sur l'an mille
Pour les articles homonymes, voir An mille (homonymie).
Cette page dresse une liste non exhaustive d'ouvrages utiles sur l'an mille et les thèmes associés.
Il a existé une légende tenace, depuis la Renaissance jusque tout à la fin du XXe siècle, selon laquelle la période en question était marquée par les fameuses Terreurs de l'an mille. Cette bibliographie permet de remettre les choses en place, et de considérer que finalement les années autour de l'an mille étaient une période de stabilité et de prospérité.

## Sources
- L'an mille, Œuvres de Liutprand, Raoul Glaber, Adémar de Chabannes, Adalberon et Helgaud réunies, traduites et présentées par Edmond Pognon, Gallimard, 6e édition, 1947

- Abbon de Fleury, éd. Abbé Migne, Patrologie Latine, 139, col.387-584 (Documenta Catholica Omnia).
- Gerbert d'Aurillac :
  - Œuvres, éd. Abbé Migne, Patrologie Latine, 139, col.57-350 (wikisource ou Documenta Catholica Omnia) ;
  - Œuvres, éd. A. Olleris, Clermont/Paris, 1867 (Gallica) ;
  - Lettres, éd. Jules Havet, 1889 (Gallica) ou Pierre Riché & Jean-Pierre Callu, Paris, Les Belles lettres, 1964-1967.
- Fulbert de Chartres, éd. Abbé Migne, Patrologie Latine, 141, col.163-374 (Documenta Catholica Omnia).
- Richer, Historiarum Libri Quatuor :
  - éd. Abbé Migne, Patrologie Latine, 138, col.17-170 (Documenta Catholica Omnia) ;
  - éd. et trad. A.-M. Poinsignon, Paris, 1855 (Gallica) ;
  - éd. et trad. Robert Latouche (Histoire de France), Paris, Les Belles Lettres « Classiques de l'histoire de France au Moyen Âge », 2vol., 1930 et 1937, rééd. 1964 et 1967.
- Aimoin : éd. Abbé Migne, Patrologie Latine, 139
  - Vita Abbonis, col.387-414 (Documenta Catholica Omnia)
  - Autres œuvres, col.627-870 (Documenta Catholica Omnia)

## Auteurs modernes

### Généralités
- Georges Duby, L'An mil, Paris, Julliard, 1974
- Dominique Barthélemy, L'Ordre seigneurial, Nouvelle Histoire de la France médiévale, t. 3, Le Seuil, 1990
- La France de l'an mil, Robert Delort dir., Paris, 1990
- Atlas de la France de l'An mil, M. Parisse dir., Paris, 1994

### Personnalités
- Pierre Riché, Gerbert d'Aurillac, pape de l'an mil, Paris, Fayard, 1989
- Autour de Gerbert d'Aurillac, le pape de l'an mil, éd. Olivier Guyotjeannin et Emmanuel Poulle, Paris, École des chartes, 1996
- Pierre Riché, Abbon de Fleury, un moine savant et combatif, Brepols, 2004

### Économie et société
- Dom François Plaine, « Les prétendues terreurs de l'an mille », Revue des Questions historiques, 1873, pp. 145-164.
- P. Bonnassié, « Survie et extinction du régime esclavagiste dans l'Occident du haut Moyen Âge », Cahiers de civilisation médiévale, 1985, p. 307-343
- Ch. Higounet, « Les forêts de l'Europe occidentale du Ve au XIe siècle », Agricoltura et mondo rurale in occidente nell'Alto Medioevo, Spolète, 1966, p. 343-398 ; rééd. dans Ch. Higounet, Paysages et villages neufs du Moyen Âge, p. 37-61
- Le Paysage monumental de la France de l'an mil, sous la dir. de X. Barral y Altet, Paris, 1987
- L'An mil. Rythmes et acteurs d'une croissance, sous la dir. de M. Bourin, Médiévales, n° 21, 1991
- The Peace of God. Social Violence and Religious Response in France around the Year 1000, sous la dir. de R. Landes, Ithaca, New York, 1992
- Le roi de France et son royaume autour de l'an mil (Colloque Hugues Capet, 987-1987, Paris-Senlis, 1987), M. Parisse et X. Barral y Altet dir., Paris, 1992
- Dominique Barthélemy, L'An mil et la Paix de Dieu : la France chrétienne et féodale (980-1060), Fayard, 1999
- Sylvain Gouguenheim, Les fausses terreurs de l'an mil, Picard, 1999

#### Féodalité et mutation
- Marc Bloch, La Société féodale, Albin Michel, Paris, 1939.
- Robert Boutruche, Seigneurie et féodalité,  t.1 : Le premier âge des liens d'homme à homme; t.2 : L'apogée (XIe – XIIIe siècles), Paris, 1959 et 1970.
- Georges Duby, Les trois ordres où l'imaginaire du féodalisme, Gallimard, Paris, 1978.
- Alain Guerreau, Le Féodalisme : un horizon théorique, Paris, Sycomore, 1980.
- Jean-Pierre Poly et Eric Bournazel, La Mutation féodale Xe – XIIe siècle, Collection Nouvelle Clio, PUF, Paris, 1980.
- François-Louis Ganshof, Qu'est-ce que la féodalité ?, Tallandier, Paris, 1982.
- Robert Fossier, Enfance de l'Europe. Aspects économiques et sociaux (XIe – XIIIe siècle), Collection Nouvelle Clio, PUF, Paris, 1987.
- Alain Guerreau, "Fief, féodalité, féodalisme. Enjeux sociaux et réflexion historienne", Annales. Économies, sociétés, civilisations, 45, 1990, p. 137-166.
- Jérôme Baschet, La Civilisation féodale : de l'an mil à la colonisation de l'Amérique, Aubier, Paris, 2004 ; 3e éd. revue et mise à jour, Flammarion, "Champs", 2006
- Dominique Barthélemy, La mutation de l'an mil a-t-elle eu lieu ? Servage et chevalerie dans la France des Xe et XIe siècles, Fayard, 1997.
- Jean-Pierre Poly et Eric Bournazel, Les Féodalités, PUF, Paris, 1998.
- François Menant, "Féodalité", Les Capétiens. Histoire et dictionnaire (987-1328), R. Laffont, Paris, 1999, p. 854-859.
- Robert Fossier, "Féodalité", Dictionnaire du Moyen Âge, PUF, Paris, 2002, p. 521-523.

#### Monographies locales
- Christian Lauranson-Rosaz, L'Auvergne et ses marges (Velay, Gévaudan) du VIIIe au XIe siècle La fin du monde antique ? Les Cahiers de la Haute-Loire - Le Puy-en-Velay, 1987
- G. Bois, La mutation de l'an mil. Lournand, village mâconnais de l'Antiquité au féodalisme, Paris, 1989
- M. Collardelle et E. Verdel, Chevaliers-paysans de l'an mil au lac Paladru, Paris, 1993

### Culture et arts
- (de) Hans Jantzen, Ottonische Kunst, Munich, Münchner Verlag, 1947
- Henri Focillon, L'An mil, Paris, A. Colin, 1952
- Louis Grodecki,  L'Architecture ottonienne : au seuil de l'art roman, Paris, A. Colin, 1958
- Louis Grodecki, Florentine Mütherich, Jean Taralon, Francis Wormald, Le Siècle de l'an mil, Paris, Gallimard, coll. « L'Univers des formes », 1973
- Religion et culture autour de l'an mil, éd. Dominique Iogna-Prat et Jean-Charles Picard, Paris, Picard, 1990
- John Beckwith, L'Art du haut Moyen âge : carolingien, ottonien, roman (Early medieval art, 1993), Londres/Paris, Thames & Hudson, coll. « L'univers de l'art », 1993
- Pierre Riché, Les Grandeurs de l'an mille, Paris, Christian de Bartillat, 1999
- Liana Castelfranchi Vegas (dir.), L'Art de l'an mil en Europe - 950-1050 (Milan, 1997), Paris, Thalia, 2006